# Д’Эпернон, Жан Луи де Ногаре де Ла Валетт
Жан-Луи де Ногаре де Ла Валетт, герцог д’Эпернон (фр. Jean Louis de Nogaret de La Valette, duc d'Épernon; 1554, замок Комон — 13 января 1642, замок Лош) — французский вельможа, один из двух самых близких миньонов короля Генриха III («архиминьон» или «полукороль»). На протяжении нескольких лет после гибели Генриха IV — один из самых могущественных людей Франции, союзник Марии Медичи, командующий королевской пехотой. Отец Бернара д’Эпернона (1592—1661).

## Происхождение
Внук гасконского офицера Пьера де Ногаре (ум. 1553), который выстроил замок Комон — одну из первых и наиболее импозантных ренессансных резиденций на юге Франции.
Старший брат Жана Луи, Бернар де Ногаре, наместник маркграфства Салуццо, в войнах с савойцами дослужился до звания адмирала Франции. Три сестры были замужем за Анри де Жуайезом, маркизом де Руайяком и графом де Бриенном.

## При Генрихе III
С ранней молодости принимал участие в военных действиях во время религиозных войн, прославился своей храбростью и сделался любимцем короля Генриха III, разделяя его милость с другим фаворитом, Анном де Жуайезом. Захватил Ангумуа, Турень, Анжу, Нормандию и некоторые другие провинции. Ради наследства Фуа-Кандалей заточил в монастыре младшую сестру своей жены — внучку коннетабля Монморанси.
После смерти Жуайеза ненасытная жадность д’Эпернона особенно возмущала общество, и вождям Католической лиги удалось возбудить против него короля. В 1588 году был сослан в Ангумуа, но, узнав о бегстве короля из Парижа, немедленно поспешил ему на помощь. После смерти Генриха III д’Эпернон долго отказывался признать Генриха IV и подчинился ему только в 1595 году.

## Возвращение к власти
В начале XVII века возглавлял происпанскую партию католиков, добился упрочения позиций во Франции общества Иисуса и, вероятно, продолжал из-за кулис интриговать против Генриха IV. После гибели последнего некая мадемуазель д’Эскоман, находившаяся в услужении у королевской фаворитки маркизы де Вернейль, публично заявила, что убийца короля, Равальяк, действовал по указанию маркизы и д’Эпернона. Парижский парламент приговорил обвинительницу к пожизненному заключению за клевету, а сын герцога в 1622 году взял в жёны дочь маркизы де Вернейль от связи с покойным королём.
В те годы д’Эпернон заставил парижский парламент признать регентшей Марию Медичи и некоторое время пользовался исключительным влиянием. Его младший сын, воспитанный иезуитами, получил достоинство кардинала. Надменность и самоуправство пожилого временщика заставили Людовика XIII изгнать д’Эпернона в Мец в 1618 году. Вслед за тем Ла Валетт освободил Марию Медичи из Блуа, куда она была сослана после казни Кончини, и устроил её примирение с сыном. Подробности жизни герцога в это время известны из сочинений его секретаря Геза де Бальзака.

## Связи с Россией
Племянник д’Эпернона, маркиз де Руайяк (в русских источниках «маркграф Наруляк»), хвалился в 1615 году русским послам, будто во время похода Делагарди «над французскими над ратными людьми был начальником». Через полгода после избрания царём Михаил Фёдорович направил послание д’Эпернону (в русских источниках «Фионмаркон», «Фимаркун», «Фрольиондрян», «Фрольюидрян» и т. п.) со словами благодарности за уведомление о враждебных планах польского короля и его агента Жака Маржерета.
На основании этих данных высказана гипотеза, что д’Эпернон пытался вовлечь Русское Царство в общеевропейские интриги на стороне католических держав с тем, чтобы ослабить влияние международного протестантского лагеря.

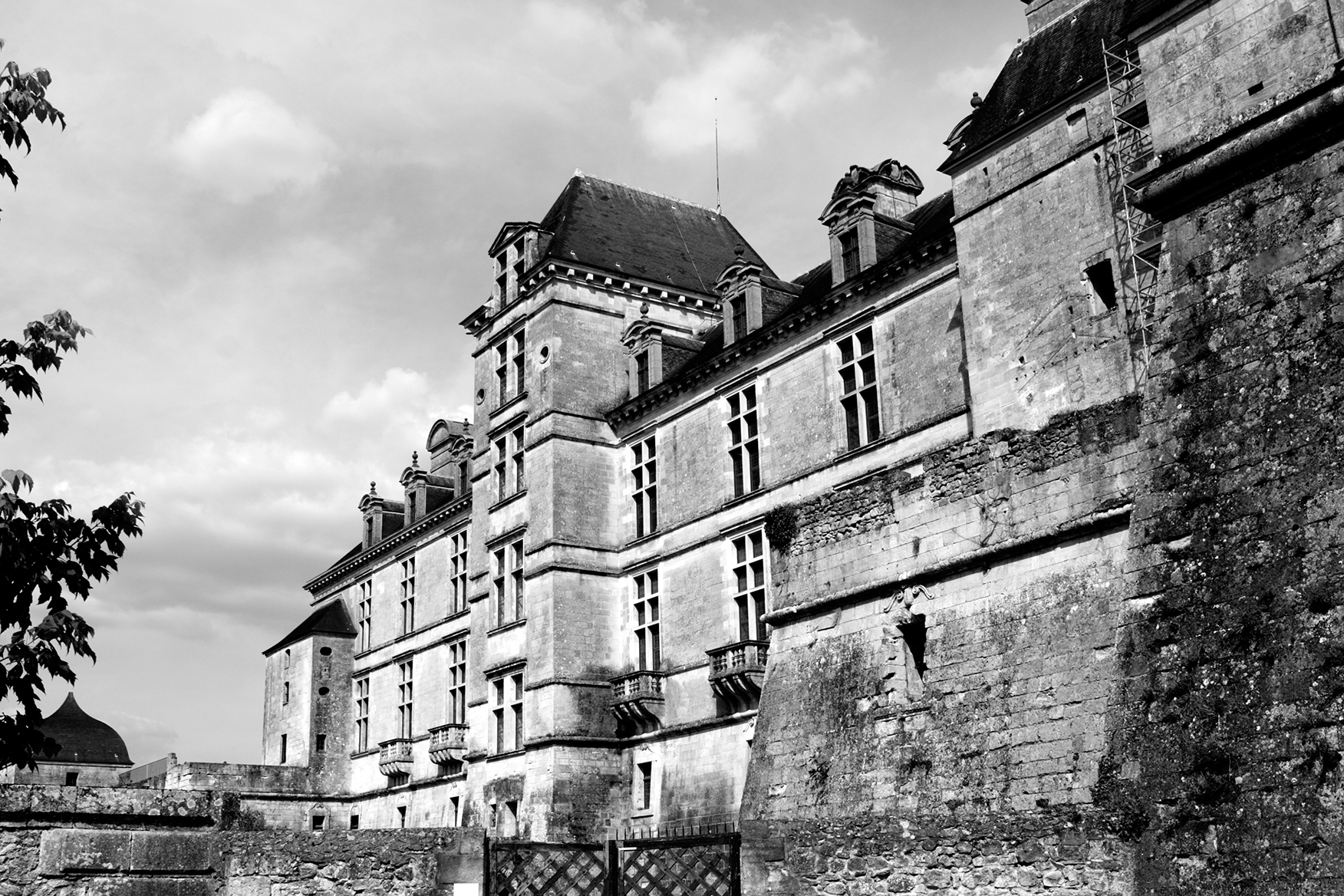
Сельская резиденция Эпернона в Кадийяке.

## Новая опала
В 1622 г. Ла Валетт прямо на улице вступил в схватку с архиепископом Бордо. Этим скандалом воспользовался кардинал Ришельё (новый фаворит короля), чтобы под угрозой отлучения от церкви вынудить д’Эпернона удалиться от дел. Последние годы жизни герцог д’Эпернон жил в имении Кадийяк близ Бордо в качестве губернатора Гиени, но серьёзного политического веса уже не имел. Зимой и летом он трудился над украшением этой сельской резиденции. Его могила в Кадийяке была осквернена революционерами в 1792 году.
Огромное наследство д’Эпернона было разделено между сыновьями, из которых старший носил титул герцога де Фуа (Кандаля), а младший — герцога д’Эпернона. Ещё два сына обратились к духовной стезе, из них один был кардиналом, а другой — епископом.

## В литературе и кино
Жан-Луи д’Эпернон — персонаж романов Александра Дюма-отца «Графиня де Монсоро» и «Сорок пять», посвящённых правлению Генриха III. В российском телесериале «Графиня де Монсоро» роль д’Эпернона сыграл актёр Тимофей Фёдоров.